# Lophocampa uniformis
Lophocampa uniformis là một loài bướm đêm thuộc phân họ Arctiinae, họ Erebidae.